# ДИ-6
ДИ-6 (ЦКБ-11) — советский двухместный истребитель. Выпускался серийно в 1936—1938 годах. 61 самолёт был выпущен в варианте штурмовика под обозначением ДИ-6Ш.
Первый в СССР серийный биплан с убирающимися шасси. Для сварки лонжеронов крыла впервые в СССР применялась атомно-водородная сварка.

## История создания
Самолёт создан бригадой С. А. Кочеригина в конце 1934 года при непосредственном участии Владимира Панфиловича Яценко.
Являлся развитием концепции двухместных истребителей-бипланов ДИ-1 и ДИ-2, созданных под руководством Н.Н. Поликарпова во второй половине 1920-х годов на московском авиазаводе № 1.
В начале 30-х годов в ЦКБ завода «Авиаработник» имени Менжинского были созданы опытные биплан ДИ-3 и цельнометаллический высокоплан ДИ-4. В 1932 году были начаты работы над ЦКБ-11 — новый самолёт проектировался сразу в двух основных вариантах: двухместный истребитель и штурмовик. Непосредственно конструированием самолёта в бригаде С. А. Кочеригина на заводе «Авиаработник» занимался известный впоследствии авиационный конструктор В. П. Яценко. Для обеспечения высоких лётных характеристик было решено применить, впервые в СССР для биплана, убирающиеся шасси.
Самолёт проектировался под разрабатываемый В. М. Яковлевым V-образный мотор жидкостного охлаждения М-32 номинальной мощностью 600 л. с. и высотностью 5000 м. Из-за серьёзных конструктивных недостатков доводка М-32 была прекращена, в результате чего самолет был переделан под звездообразный мотор воздушного охлаждения Wright Cyclone R-1820F-3 мощностью 625 л.с.
В сентябре 1934 года первый опытный ЦКБ-11 поступил в НИИ ВВС на предварительные испытания. От НИИ ВВС ведущим лётчиком назначили И. Ф. Петрова и лётчика-наблюдателя Виноградова. От авиазавода № 39 в испытаниях участвовали лётчик Ю. И. Пионтковский и начальник лётно-испытательной станции Н. Николаев. Первый вылет на самолёте совершил лётчик НИИ ВВС А. И. Филин 30 сентября. Второй полёт состоялся в декабре. За это время на самолёте заменили мотор, изменили угол установки стабилизатора, отрегулировали уборку и выпуск шасси.
При испытаниях был выявлен ряд серьёзных недостатков, и машину отправили на доработку.
В мае 1935 года в НИИ ВВС приступили к государственным испытаниям доработанного самолёта ЦКБ-11, который получил индекс «двухместный истребитель шестой» ДИ-6.
Машину испытывали лётчики П. Я. Федрови и В. А. Степанчонок. После завершения государственных испытаний (ноябрь 1935 года) было вынесено заключение: «ДИ-6 обладает для своего класса большим диапазоном скоростей (на высоте 3000 м от 150 до 385 км/ч), хорошей для двухместного самолёта манёвренностью и устойчивым пикированием».
4 августа 1935 года вышло Постановление СТО «О переконструировании ДИ-6 под штурмовик» со следующими данными: максимальная скорость полёта у земли — 340—350 км/ч (на высоте 3000 м — 390—400 км/ч), посадочная скорость — 90-95 км/ч, радиус действия — 400—500 км. Вооружение, шесть пулемётов нормального калибра для стрельбы вперёд, один оборонительный пулемёт и 80 кг бомб.
31 октября 1935 года авиазавод № 39 предоставил на полигонные и заводские испытания вооружения первый опытный ДИ-6 в варианте штурмовика. Самолёт получил индекс ДИ-6Ш. После частичного устранения выявленных недостатков в феврале 1936 года были проведены повторные испытания. Одновременно было передано 2 экземпляра для проведения войсковых испытаний — впервые в СССР. Испытания двух самолётов на лыжном шасси, начатые в феврале 1936 года, продолжались до 10 апреля того же года.

## Серийное производство
Войсковая серия из 10 машин выпускалась на заводе № 39 в 1936 году. Головная машина войсковой серии была передана ВВС в июне 1936 года. По результатам испытаний было указано следующее:
«Самолёты … , у которых лётная характеристика будет ниже, чем снятая с опытного образца, на снабжение ВВС РККА — не допускать. Просить начальника ГУАПа соответствующим распоряжением заводам № 1 и № 81 на строящихся (…) ДИ-6 М-25 устранить все дефекты, выявленные при войсковых испытаниях (…); тщательной отделкой самолёта добиться повышения скорости; повысить прочность нижней балки центроплана: ввести конструктивное изменение, исключающее появление вибраций горизонтального хвостового оперения. На самолётах, находящихся в эксплуатации ВВС РККА, запретить парашютирование, глубокие и длительные скольжения, бочки, вследствие вибраций горизонтального хвостового оперения; виражи и спирали выполнять с предельным креном в 60-70 град, более плавно, не допуская резких переходов и подтягивания ручки на себя; мёртвые петли выполнять без зависания…»
ДИ-6Ш был принят к серийной постройке на авиазаводе № 1 с конца 1936 года — всего был выпущен 61 экземпляр.
На заводе № 81 серийную машину выкатили осенью 1937 года — она отличалась от опытных установкой электро-инерционного самопуска «Эклипс» с аккумулятором и генератора ДФС-500, радиостанцией РСИ, переговорным устройством СПУ-2, сварными бензобаками и доработанной бензосистемой, маслорадиатором нового типа и литыми колёсами. Усовершенствовали капот мотора: на входе установили жалюзи и внутренний капот на агрегаты, расположенные за мотором. Изменили крепление экранов кабины стрелка (в случае аварии сбрасывались обе панели задней кабины). Самолёт оснастили воздушным винтом диаметром 2,8 м с новым коком. Увеличили с 25,5 до 58,5 градусов сектор обстрела задней огневой установки верхней полусферы в вертикальной плоскости. Усилили балку нижнего центроплана и пол кабины лётчика. Дополнительное оборудование увеличило взлётную массу самолёта до 2033 кг и центровку до 30,5 % САХ. Масса самолёта возросла, по сравнению с опытным ЦКБ-11, на 159 кг и серийным завода № 1 на 80 кг.
В декабре 1937-го были закончены государственные испытания усовершенствованного серийного ДИ-6 М-25В с мотором М-25В взлётной мощностью 750 л. с., опущенным вниз горизонтальным оперением, увеличенной на 0,254 м² площадью элеронов, звуковой сигнализацией уборки и выпуска шасси, и рядом других изменений. В итоге возросла эффективность на взлёте: самолёт стал легко отрывать хвост в начале разбега.
Несмотря на очередное увеличение массы пустого ДИ-6 М-25В, его лётные характеристики приблизились к первой опытной машине. Несколько уступая по манёвренности, ДИ-6 М-25В не уступал по максимальной горизонтальной скорости И-15бис.
| Производитель | 1936 | 1937       | 1938 | Всего |
| ------------- | ---- | ---------- | ---- | ----- |
| № 1 (Москва)  |      | 61 (ДИ-6Ш) |      | 61    |
| № 39 (Москва) | 10   |            |      | 10    |
| № 81 (Тушино) |      | 51         | 100  | 151   |
| Всего         | 10   | 112        | 100  | 222   |

## Модификации
- ДИ-6Ш (штурмовик, ЦКБ-38, ЦКБ-11ш) — отличался вооружением: четыре ПВ-1 под нижним крылом, бронированные спинка и чашка сиденья. Серийно выпускался в 1937 г., построен 61 экземпляр.
- ДИ-6ММШ (малая модификация штурмовика) — с опытным X-образным двигателем М-300. В 1940 году строился один самолёт, но двигатель не был доведен и постройка была прекращена.
- ДИ-6 бис (самолёт «21») — с неубираемым шасси (скорость снизилась на 25—30 км/ч).
- ДИ-6 с опущенным стабилизатором — модификация в серии с пониженным положением горизонтального оперения. Ожидаемых преимуществ это не дало.
- ДИ-6УТ (учебно-тренировочный) — несколько ДИ-6 переделали в Борисоглебской лётной школе в учебные с двойным управлением, использовав узлы Р-5 и УТИ-4. Пулемёт стрелка сняли, на месте стрелка располагался второй лётчик.

## Эксплуатация в ВВС СССР
В мае 1936 года ДИ-6 принимали участие в первомайском воздушном параде над Красной площадью. 7 самолётов в октябре 1936 года поступили в 56-ю истребительную авиабригаду Киевского военного округа. Переучивание на новую технику тормозилось отсутствием ДИ-6 с двойным управлением, малым количеством ДИ-6 и некомплектом лётчиков. На 1 октября 1937 года в частях ВВС находилось 28 ДИ-6. В октябре 1938 года в 52-й Омской штурмовой авиабригаде насчитывалось 29 ДИ-6Ш. В октябре 1938 года в ВВС БОВО — 14-м ШАП 114-й гомельской штурмовой авиабригады имелось 60 самолётов ДИ-6Ш из которых 6 неисправных. По утверждённому штату ВВС РККА на 1 января 1939 года предусматривалось сохранить на вооружении 60 ДИ-6И в истребительной и 64 ДИ-6Ш в штурмовой авиации.
В 1939 году началось постепенное вытеснение ДИ-6 из строевых частей в учебные и разведывательные. К осени 1939 года на И-15 бис стали переучиваться многие эскадрильи, вооружённые ДИ-6. После двух лет эксплуатации ДИ-6 в Киевском особом военном округе летом 1939 года пришли к выводу, что их целесообразней использовать как разведчики, что и было осуществлено во время Польского похода РККА.
Осенью 1939 года 6-й штурмовой авиаполк 52-й Омской авиабригады Сибирского военного округа, имевший 63 ДИ-6Ш (из них 8 неисправных), приступил к освоению бомбардировщика СБ. Из имевшихся в наличии на 1 января 1940 года 173 самолётов ДИ-6 планировалось оставить 39 самолётов в двух строевых эскадрильях при штатной численности 24 самолёта, 99 машин передать училищам и 35 списать ввиду износа в течение года. На 1 июля 1940 года в ВВС при штатной потребности 87 единиц находилось 180 самолётов ДИ-6, из них 42 в неисправном состоянии.
В 1939—1940 годах четыре ДИ-6 использовались для отработки навыков запуска и проверки работоспособности мотора во 2-м Ленинградском ВАТУ им. Ленинского Краснознамённого комсомола, два ДИ-6 — на Ленинградских авиационно-технических курсах усовершенствования ВВС при 1-м Ленинградском ВАТУ им. Ворошилова и один ДИ-6 — в Серпуховской военной авиационно-технической школе.
В октябре 1940 года штаб ВВС передал заместителю начальника Генштаба РККА генерал-лейтенанту Смородинову, подготовленный по его указанию, проект постановления Комитета обороны при СНК СССР об исключении из самолётного парка негодной и устаревшей техники. Этим документом, в частности, предусматривалось списать и исключить из состава ВВС 13 не подлежащих ремонту ДИ-6 , снять с вооружения и исключить из самолётного парка 80 ДИ-6, требующих среднего и капитального ремонта.
На 1 июня 1941 года в ВВС РККА числился 71 ДИ-6 (40 из них неисправных).

## Описание конструкции
Одностоечный двухместный полутораплан с убираемым в центроплан нижнего крыла шасси и тормозными колёсами специальной конструкции с внутренней амортизацией. Конструкция — смешанная. Самолёт был своеобразен по схеме и не похож на близкие к нему истребители-полуторапланы выпускаемые в тот период в СССР и за рубежом.
Экипаж из двух человек — лётчик и задний воздушный стрелок.
Кабина лётчика — открытого типа с защитным козырьком из стекла триплекс. Закрытая с трёх сторон целлулоидным остеклением кабина стрелка имела с каждой стороны по одному окну из триплекса. У стрелка было два сидения. Основное — лицом к хвосту, связанное кинематически с дугой, несущей шкворневую стрелковую установку с пулемётом ШКАС, и дополнительное, откидывающееся с правого борта, позволявшее сидеть лицом по направлению полёта. На штурмовом варианте ДИ-6Ш стояли бронированные спинка и чашка сиденья лётчика.
На опытном ЦКБ-11 стоял двигатель «Райт-Циклон» Ф-3 с 630 л. с., в серии М-25 в 630/700 л. с., затем М-25В с 750 л. с. взлётной мощности.
Фюзеляж — ферменный, сварной из стальных (марки ХМА — хром-молибден авиационный) труб, с лёгким наружным каркасом, обшитым в задней части полотном. Крылья — двухлонжеронные, деревянные с полотном, за исключением центроплана нижнего крыла, составлявшего одно целое с фюзеляжем, его лонжероны были сварные из труб.
Стойки коробки крыльев из дюралюминия клёпаные, стойки центроплана — стальные трубы. Стабилизатор — нерегулируемый. Верхний киль, оперение и элероны — из Д6 с полотном. Капот НАСА с разъёмным передним кольцом. Винт металлический с установкой угла лопастей на земле. Запуск двигателя был возможен от электростартера «Эклипс», от ручного привода и через храповик на винте. Баки из дюралюминия Д1, клёпаные. В центроплане верхнего крыла размещались два бензобака по 76 л. Шасси состояло из двух отдельных, сваренных из ХМА, стоек, убираемых в центроплан нижнего крыла тросовым приводом. Выпуск их — в значительной степени за счёт собственной массы. Торможение — от пневмосистемы. Костыль с масляно-воздушной амортизацией. Колёса (750 X 125 мм) — специальной конструкции с внутренней масляно-воздушной амортизацией, силовой цилиндр которой был соединён с осью колеса, а шток поршня (ход 90 мм) — с ободом. Колёса эти потом себя не оправдали, но шасси в целом было удачным. Лыжи к самолёту были с внутренней амортизацией.

## Вооружение
Вооружение — два ШКАС в нижнем крыле вне диска винта и один ШКАС на шкворневой установке для стрельбы назад, все по 750 патронов. Бомбовое вооружение — до 50 кг небольших бомб весом 8—10 кг на четырёх балках Дер-32 с Эсбр-3.
В ДИ-6Ш устанавливались 4 пулемета ПВ-1 под нижним крылом.

## ЛТХ
Технические характеристики
- Длина: 7,0 м
- Размах крыла: 9,94 / 7,43 м
- Высота:
- Площадь крыла: 25,15 м²
- Масса пустого: 1360 кг
- Масса снаряжённого: 1955 кг
- Силовая установка: 1 × ПД М-25
- Мощность двигателей: 1 × 700 л.с.

Лётные характеристики
- Максимальная скорость: 372 км/ч
- Практическая дальность: 500 км
- Практический потолок: 7700 м

Вооружение
- Стрелково-пушечное: 2 х 7,62 мм ШКАС + 1 ШКАС в стрелковой установке
- Точки подвески: 4 х ДЕР-32
- Бомбы: 50 кг